# Ястшомб (Шидловецький повіт)
Ястшомб (пол. Jastrząb) — місто в Польщі, у гміні Ястшомб Шидловецького повіту Мазовецького воєводства.
Населення — 1056 осіб (2011).
1 січня 2023 року набуло статусу міста.
У 1975-1998 роках село належало до Радомського воєводства.

## Демографія
Демографічна структура станом на 31 березня 2011 року:
|          | Загалом | Допрацездатний вік | Працездатний вік | Постпрацездатний вік |
| -------- | ------- | ------------------ | ---------------- | -------------------- |
| Чоловіки | 522     | 120                | 357              | 45                   |
| Жінки    | 534     | 118                | 299              | 117                  |
| Разом    | 1056    | 238                | 656              | 162                  |